# Zátopek (planetka)
(5910) Zátopek je planetka nacházející se v hlavním pásu asteroidů. Objevil ji český astronom Antonín Mrkos 29. listopadu 1989. Byla pojmenována podle českého běžce Emila Zátopka. Kolem Slunce oběhne jednou za 3,45 let.